# Londrina
Londrina je grad u Brazilu. Nalazi se u saveznoj državi Parana. 

## Stanovništvo
Prema procjeni iz 2007. u gradu je živjelo 497.833 stanovnika.
| 1991.   | 2000.   |
| ------- | ------- |
| 390.100 | 447.065 |

## Vanjske poveznice
- Službena stranica